# Mont Beuvray

Gebiet des Mont Beuvray

Der 821 m hohe und dicht bewaldete Mont Beuvray ist – nach dem Mont Haut-Folin (901 m), dem Grand Montarnu (857 m) und dem Mont Préneley (855 m) – der vierthöchste Berg im Gebiet des Morvan und damit auch in Burgund. Er besteht eigentlich aus drei Gipfeln: Pierre de la Wivre (760 m), Theurot de la Roche (796 m) und dem höchsten Punkt Porrey (821 m).

## Lage
Der Mont Beuvray liegt etwa 25 km (Fahrtstrecke) westlich von Autun auf dem Gebiet der Gemeinden (communes) Saint-Léger-sous-Beuvray (Département Saône-et-Loire), Glux-en-Glenne und Larochemillay (Département Nièvre).

## Geschichte
Bereits im 2. Jahrhundert v. Chr. befand sich nahe dem Gipfel das von den Haeduern gegründete und ca. 135 ha umfassende gallische Oppidum Bibracte. Hier ließ sich im Jahr 52 v. Chr. der Arverner-Fürst Vercingetorix von den hier versammelten Anführern der keltischen Stämme als Anführer im Kampf mit der von Caesar angeführten römischen Armee bestätigen.

## Sonstiges
Der ehemalige Bürgermeister (1959–1981) der nur etwa 20 km nördlich des Mont Beuvray gelegenen Stadt Château-Chinon und spätere französische Staatspräsident François Mitterrand (reg. 1981–1995) erwarb wenige Monate vor seinem Tod ein etwa 10 × 10 m großes Grundstück in der Nähe der von ihm geförderten Ausgrabungen von Bibracte. Hier wollte er begraben werden, doch gab er seine Pläne nach Protesten von Teilen der örtlichen Bevölkerung auf.

## Besteigung
Bis kurz unterhalb des Gipfels führt eine asphaltierte Straße (D3); lediglich das letzte Teilstück (max. 1 km) muss zu Fuß bewältigt werden.

## Sehenswürdigkeiten
- restaurierte Wehrmauern
- Musée de la civilisation celtique de Bibracte
- Chapelle Saint-Martin du Beuvray